# José Francisco Morazán Quezada

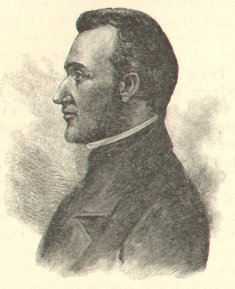
Francisco Morazán

General José Francisco Morazán Quezada (* 3. Oktober 1792 in Tegucigalpa; † 15. September 1842 in San José) war ein zentralamerikanischer Präsident.
Francisco Morazán war der bedeutendste und zugleich umstrittenste Präsident der Zentralamerikanischen Konföderation in der kurzen Zeit ihrer Existenz. Er kämpfte für den Erhalt der aus der Kolonialzeit überkommenen Einheit Zentralamerikas und für die Errichtung eines modernen, demokratischen und föderal strukturierten Staates auf der Grundlage der Ideen der französischen Revolution und der Verfassung der Vereinigten Staaten. Während er von den einen als Vorkämpfer für die zentralamerikanische Einheit, für Demokratie und Rechtsstaatlichkeit bis heute verehrt wird, wird er von anderen als politischer Fanatiker eingestuft, der durch seine kompromisslose Haltung für fünfzehn Jahre nahezu ununterbrochener militärischer Auseinandersetzungen und letztlich auch für den Untergang der zentralamerikanischen Einheit verantwortlich sei.

## Leben

### Herkunft, Jugend und Familie

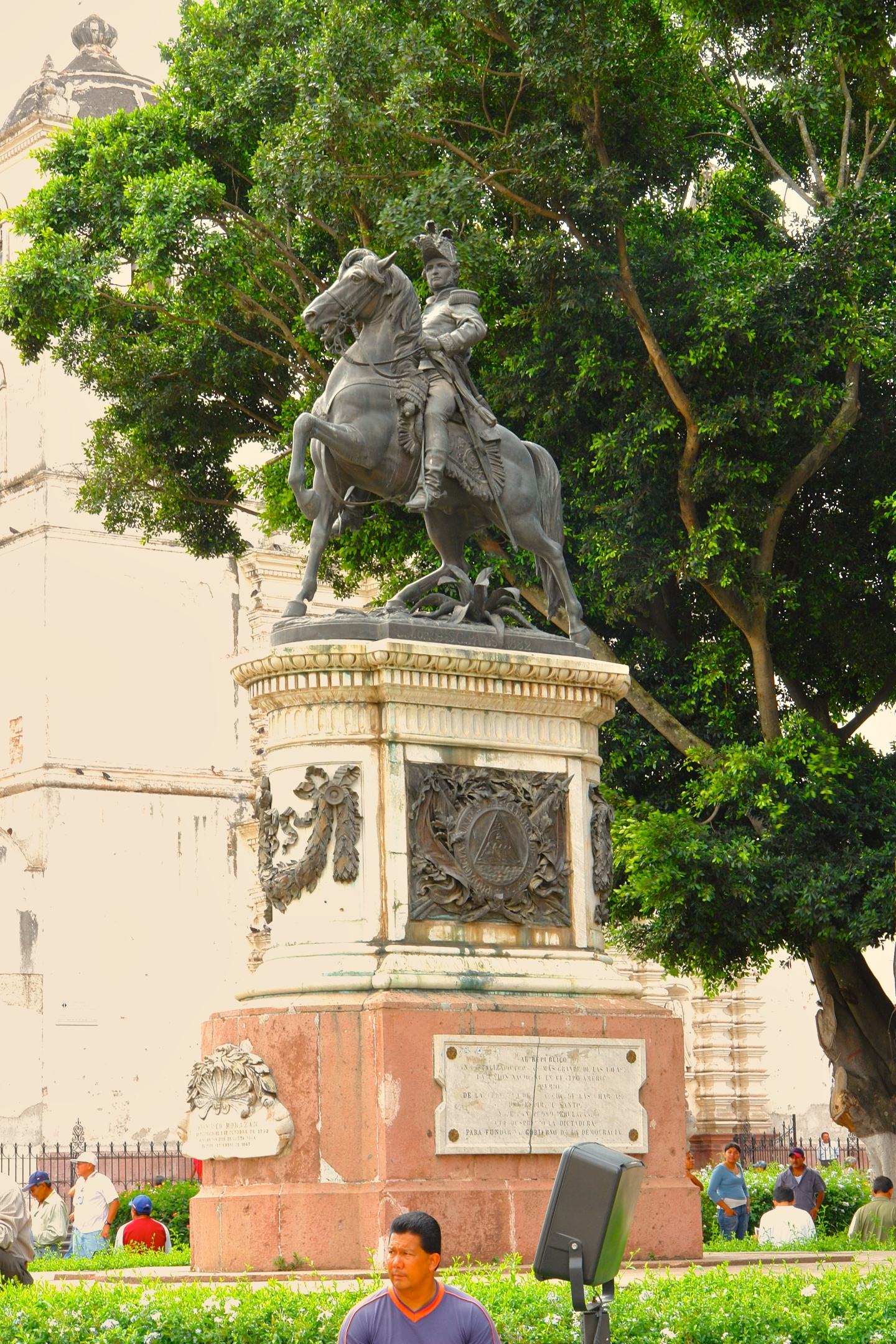

Francisco Morazán wurde als ältestes von vier Kindern des Viehzüchters und Kaufmanns José Eusebio Morazán Alemán und der Guadalupe Quezada Borjas in Tegucigalpa geboren. Sein Großvater Juan Bautista de Morazán stammte aus Italien und kam gegen 1760 als Kaufmann nach Honduras. Entgegen einer Ende des 19. Jahrhunderts aufgekommenen Legende, stammte die Familie Morazán nicht ursprünglich aus Korsika. Diese zuerst in der Morazán-Biographie des honduranischen Schriftstellers und Politikers Ramón Rosa aus dem Jahre 1892 aufgestellte Behauptung diente wohl in erster Linie dazu, Morazán zu einem „Napoleon Zentralamerikas“ zu stilisieren.
Francisco Morazán besuchte verschiedene private Schulen in Tegucigalpa. Nachdem die von ihm zuletzt besuchte Schule des Franziskanerpaters José Antonio Murga im Jahre 1805 von den Kolonialbehörden geschlossen worden war, nahm er eine Stelle als Gehilfe des Notars León Vásquez an, der eine der umfangreichsten Bibliotheken Zentralamerikas besaß. Hier eignete er sich als Autodidakt umfangreiche juristische, philosophische und politische Kenntnisse an. Später setzte er seine Studien in der Bibliothek von Dionisio de Herrera fort, wo er unter anderem die Werke von Rousseau, Diderot, Montesquieu und D'Alembert las, die ihn nachhaltig beeinflussten.
Dank der erworbenen juristischen Kenntnisse war Morazán in der Folgezeit einige Jahre lang als Anwalt in Tegucigalpa tätig. Daneben nahm er Funktionen in der kolonialen Kommunalverwaltung von Tegucigalpa wahr.
Am 30. Dezember 1825 heiratete Morazán in Comayagua die junge Witwe María Josefa Lastiri Lozano, eine Nichte Dionisio de Herreras. Mit ihr hatte er eine Tochter, Adela Morazán Lastiri (1838–1921), die später den salvadorianischen Politiker Cruz Ulloa heiratete. Daneben hatte er zwei anerkannte nichteheliche Kinder: José Antonio Morazán Zelayandía (1826–1883, gelegentlich auch „José Antonio Ruíz“ genannt), der ihn später auf seinen Feldzügen begleitete und bis zum Rang eines Generals aufstieg, sowie Francisco Morazán Moncada (1827–1904), der sich nach Morazáns Tod in León in Nicaragua niederließ und später unter anderem Botschafter Nicaraguas in Brüssel war. Schließlich soll auch noch eine weitere Tochter, Dolores Morazán Escalante (* 1843), von ihm abgestammt haben. Diese wurde jedoch erst nach seinem Tod geboren, sodass er sie jedenfalls nicht mehr anerkannt hat.

### Politischer und militärischer Aufstieg
Morazáns politische Laufbahn begann bereits zu kolonialen Zeiten an der Seite des Liberalen Dionisio de Herrera, der seine politischen Ideen maßgeblich mitprägte. Herrera holte Morazán zunächst als Mitarbeiter in sein persönliches Sekretariat. Kurze Zeit später wurde Morazán durch Vermittlung Herreras persönlicher Assistent des Oberbürgermeisters (Alcalde Mayor) von Tegucigalpa Narciso Mayol.
Erste militärische Erfahrungen sammelte Morazán unmittelbar nach der Unabhängigkeitserklärung der zentralamerikanischen Provinzen 1821, als es in Honduras zu einem ersten Konflikt zwischen Konservativen und Liberalen kam. Während die konservativen Kreise in Comayagua einen Anschluss Zentralamerikas an das junge Kaiserreich Mexiko befürworteten, setzten sich die Liberalen in Tegucigalpa für die Gründung einer unabhängigen Zentralamerikanischen Konföderation nach dem Vorbild der USA ein. Angesichts der Bedrohung Tegucigalpas durch Truppen des Provinzgouverneurs von Comayagua, José Tinoco de Contreras, bildeten die Bürger Freiwilligenkompanien. Morazán wurde zum Kompanieführer der ersten Kompanie ernannt.
Letztlich konnten die Liberalen zwar die Eroberung Tegucigalpas, nicht aber den von Gabino Gaínza betriebenen Anschluss Zentralamerikas an Mexiko verhindern. Während der kurzen Zeit der Zugehörigkeit zu Mexiko trat Morazán politisch nicht in Erscheinung.
Nach der Unabhängigkeit Zentralamerikas von Mexiko im Jahre 1823 wurde Morazán als Syndikus Mitglied des Gemeinderats von Tegucigalpa. Im gleichen Jahr wurde er von der Verfassunggebenden Versammlung der „Vereinigten Provinzen von Zentralamerika“ in die Kommission zur Festlegung der künftigen Mitgliedsstaaten und der Grundlagen des Wahlrechts berufen.
Nach der Konstitution der Provinz Honduras ernannte ihn deren erster Staatschef, Dionisio de Herrera, am 28. September 1824 zum Generalsekretär der Provinzialregierung. In dieser Eigenschaft hatte er maßgeblichen Einfluss auf die Ausarbeitung der ersten Verfassung der Provinz. Zwei Jahre später, am 6. April 1826, wurde er zum Präsidenten des Staatsrates (Consejo Representativo) gewählt.
Als im Oktober 1826 der Präsident der Zentralamerikanischen Konföderation, Manuel José Arce, angesichts heftiger Kritik der Abgeordneten seiner eigenen (liberalen) Partei an seiner Regierungspolitik – entgegen der Verfassung – das Föderationsparlament auflöste, kam es zu massiven öffentlichen Protesten, denen sich auch die Provinzialregierungen von Honduras und El Salvador anschlossen. Arce ließ die Proteste jedoch mit Waffengewalt unterdrücken und entsandte Truppen unter dem Kommando des Generalleutnants José Justo Milla nach Honduras. In dieser Situation wurde Morazán von Herrera das Oberkommando über die Verteidigung der Provinzhauptstadt Comayagua übertragen. Nach anfänglichen Erfolgen musste er sich jedoch geschlagen geben und floh zunächst nach El Salvador und von dort nach Nicaragua. Herrera wurde von den Föderationstruppen gefangen genommen und Milla als Staatschef von Honduras eingesetzt.

### Staatschef von Honduras (1827–30)
In Nicaragua sammelte Morazán ein Heer, mit dem er bereits wenige Monate nach seiner Flucht wieder nach Honduras zurückkehrte und die Föderationstruppen vernichtend schlug. Da der gewählte Staatschef Herrera sich in Guatemala-Stadt (der Hauptstadt der Föderation) in Gefangenschaft befand, wurde am 27. November 1827 Morazán zum Staatschef von Honduras ernannt.
Als Staatschef führte Morazán die liberale Politik Herreras fort. Allerdings ließ ihm die weitere Entwicklung der Dinge auf Föderationsebene nicht viel Gelegenheit, eigene Akzente in der Politik der Provinz Honduras zu setzen. Denn die Regierung Arce mobilisierte nun Truppen gegen seinen liberalen Parteifreund Mariano Prado, den Staatschef der Provinz El Salvador. Am 7. März 1829 übertrug Morazán daher die Regierungsgewalt in Honduras interimistisch auf seinen Stellvertreter Diego Vigil und führte seine Truppen nach San Salvador. Dort vereinigten sie sich mit den salvadorianischen Truppen und drangen unter dem Oberbefehl Morazáns nach Guatemala ein. Am 13. April 1829 nahmen Morazáns Truppen Guatemala-Stadt ein. Da Arce geflohen war, übernahm Morazán übergangsweise die Präsidentschaft der Zentralamerikanischen Konföderation, übergab diese aber am 25. Juni 1829 an Francisco Barrundia verbunden mit dem verfassungsmäßigen Auftrag, Neuwahlen vorzubereiten. In den Monaten der Besetzung Guatemalas ließ Morazán seiner Abneigung gegen die konservativen Kreise Guatemalas freien Lauf: Seine Soldaten plünderten die Häuser vieler führender Konservativer sowie Kirchen und Klöster. Zahllose Kunstschätze wurden geraubt oder zerstört.
Nach der Übergabe der Präsidentschaft an Barrundia kehrte Morazán nach Honduras zurück, wo er am 2. Dezember 1829 wieder die Regierungsgeschäfte übernahm. Derweil setzte Barrundia die Neuwahlen für Mitte Juli 1830 an. Die liberale Partei bestimmte hierfür Morazán zu ihrem Kandidaten. Dieser siegte knapp gegen den profilierten Konservativen José Cecilio Díaz del Valle (der in den Wahlen von 1824 bereits gegen Arce angetreten war). Am 28. Juli trat Morazán als Staatschef von Honduras zurück und begab sich wiederum nach Guatemala, um dort am 16. September 1830 die Präsidentschaft von Zentralamerika anzutreten.

### Erste Präsidentschaft von Zentralamerika (1830–34)
Während seiner ersten Präsidentschaft liberalisierte Morazán den Handel und schloss Handelsverträge mit Großbritannien und den Niederlanden. Er reformierte das Bildungswesen, insbesondere die alte Real y Potifica Universidad San Carlos de Guatemala, die er zu einer modernen liberalen Universität umgestaltete. Er führte religiöse Bekenntnisfreiheit ein und schaffte den Zehnten ab.
Obgleich sich Morazán mit den genannten Reformen die alteingesessenen Kaufleute und den katholischen Klerus zu Feinden machte, kam es während seiner ersten Präsidentschaft nur zu einigen wenigen Aufständen gegen seine Politik. Der bedeutendste war wohl der Sezessionsversuch El Salvadors unter seinem Staatschef José María Cornejo im Jahre 1832, den Morazán mit militärischen Mitteln unterband (wobei er selbst interimistisch vom 29. März bis 13. Mai 1832 das Amt des Staatschef von El Salvador übernahm). Wesentlicher Grund für die relative Ruhe während dieser Jahre dürfte die Politik seines liberalen Parteifreunds Mariano Gálvez in Guatemala gewesen sein. Der pragmatische Gálvez suchte als Staatschef des traditionell besonders konservativen Guatemala den Ausgleich mit der Opposition und sicherte Morazán so den Rückhalt in dieser aus liberaler Sicht schwierigen Provinz.
Als Anfang 1834 die nächsten Präsidentschaftswahlen stattfanden, trat gegen den liberalen Amtsinhaber für die Konservativen wiederum Cecilio Díaz del Valle an und diesmal unterlag Morazán. Bevor Díaz del Valle das Amt jedoch antreten konnte, verstarb er am 2. März 1834. Wie von der Verfassung vorgesehen, übergab Morazán nach Ablauf seiner vierjährigen Amtsperiode am 16. September die Amtsgeschäfte zunächst übergangsweise an seinen Vizepräsidenten Gregorio Salazar. Er berief sich jedoch auf eine Klausel der Verfassung, die für den Fall, dass der gewählte Kandidat nicht in der Lage sei, die Regierungsverantwortung zu übernehmen, dem Zweitplatzierten die Präsidentschaft zusprach. Morazán ließ sich daher vom Parlament im Amt bestätigen und trat am 14. Februar 1835 seine zweite (reguläre) Amtszeit an. Obgleich dieser Vorgang vollkommen legal war, stürzte er die Föderation in eine Legitimitätskrise, da die Konservativen sich um den errungenen Wahlsieg betrogen fühlten.

### Zweite Präsidentschaft von Zentralamerika (1835–39)
Angesichts der konservativen Proteste und dem daraus resultierenden feindseligen Klima in Guatemala-Stadt, verlegte Morazán 1835 den Regierungssitz der Föderationsregierung per Dekret nach San Salvador.
Zudem verstärkte Morazán während seiner zweiten Präsidentschaft noch seinen liberalen Reformkurs. Unter anderem führte er
- ein neues Schulgesetz, welches die allgemeine Pflicht zum Besuch einer säkularen staatlichen Schule bestimmte und den Eltern für den Fall der Nichterfüllung den Entzug des Sorgerechts androhte,
- ein neues Strafgesetzbuch (den 1821–24 von Edward Livingston für den US-Bundesstaat Louisiana entwickelten Livingston Code), welches unter anderem ein einheitliches Gerichtssystem, Gleichheit vor dem Gesetz und Geschworenengerichte vorsah, sowie
- ein Gesetz über die Zivilehe, welches die Scheidung legalisierte,

ein.
Durch diese neuen Gesetze brachte Morazán nicht nur die nach wie vor außerordentlich einflussreiche katholische Kirche verstärkt gegen sich auf, sondern auch die indigene Bevölkerung, die sich durch den Livingston Code ihres während der gesamten Kolonialzeit bewahrten Rechts beraubt sah, Gerichtsverfahren (zumindest in erster Instanz) durch ihre traditionellen Stammesautoritäten entscheiden zu lassen.
Als sich in dieser Situation von Mexiko her eine Choleraepidemie nach Guatemala ausbreitete, nährten konservative Führer und katholischer Klerus beim einfachen Volk den Glauben, dies sei ein Zeichen des göttlichen Zorns über die liberale Politik der Regierung. Auch die von der Regierung eingeleiteten hygienischen Maßnahmen (Desinfektion des Trinkwassers mit Chlor und Einrichtung von Quarantänebezirken) wurden Gegenstand übler Gerüchte. So wurde behauptet, das Chlor sei ein Gift, mit dem die Regierung die Wasservorräte vergiften wolle und die Quarantänemaßnahmen dienten allein dem Zweck, die Bevölkerung daran zu hindern, ihrem Schicksal zu entkommen. Hierdurch kam es fast zeitgleich zu Aufständen in mehreren Gemeinden des guatemaltekischen Hochlands, die zwar zunächst noch unter Kontrolle gebracht werden konnten, sich schließlich jedoch unter der Führung Rafael Carreras zu einem vehementen Guerillakrieg gegen die liberalen Regierungen von Mariano Gálvez in Guatemala und Morazán auf Föderationsebene entwickelten. Am 13. Januar 1838 eroberten Carreras Truppen Guatemala-Stadt, wobei Morazáns Vizepräsident Gregorio Salazar ums Leben kam und Gálvez die Flucht ergreifen musste.
In dieser Situation versuchte Morazán zunächst einmal, mit Carrera und den Konservativen einen Frieden auszuhandeln, was jedoch misslang. Da es ihm zur wirksamen militärischen Durchsetzung vor allem an den nötigen finanziellen Mitteln fehlte, beschloss das Föderationsparlament auf seine Initiative hin die Zuweisung der – bis dahin den Provinzen zustehenden – Zolleinnahmen an die Föderation. Dies führte jedoch dazu, dass zuerst Nicaragua, sodann Costa Rica und schließlich auch Honduras die Sezession erklärten, wodurch die Föderation faktisch am Ende war. Angesichts dieser Entwicklung beschloss das Föderationsparlament, allen Mitgliedsprovinzen freizustellen, über ihr weiteres Schicksal selbst zu befinden und löste sich auf.
Als die zweite Amtszeit Morazáns am 1. Februar 1839 endete, war eine Durchführung von Neuwahlen nicht mehr möglich.

### Staatschef von El Salvador (1839/40)
Bereits vor dem Ende der Amtszeit Morazáns als Präsident Zentralamerikas versuchte Carrera durch einen Angriff auf El Salvador der Föderation den letzten Todesstoß zu versetzen. Hier wurde er jedoch von Morazán empfindlich geschlagen, dem es daraufhin auch kurzfristig gelang, Guatemala-Stadt zurückzuerobern. Dort setzte er am letzten Tag seiner Präsidentschaft noch den konservativen Staatschef Mariano Rivera Paz ab und ernannte den Liberalen General Carlos Salazar Castro zum neuen Staatschef. Nach nur drei Monaten wurde Morazán mit seinen Truppen jedoch von Carrera wieder nach El Salvador zurückgedrängt und Rivera wieder als Staatschef eingesetzt.
Am 13. Juli 1839 ernannte das Parlament von El Salvador Morazán zum Staatschef. Nachdem es ihm gelungen war, einige Unruhen in El Salvador unter Kontrolle zu bringen, unternahm er einen weiteren Versuch, Guatemala – das am 3. Dezember 1839 gleichfalls seinen Austritt aus der Föderation erklärt hatte – für die Föderation zurückzuerobern. Carreras Truppen schlugen ihn jedoch am 19. März 1840 mitten in Guatemala-Stadt vernichtend. Er floh zunächst nach San Salvador, wo er am 4. April 1840 seinen Rücktritt als Staatschef erklärte und schiffte sich kurz darauf nach Calderas in Costa Rica ein.

### Staatschef (Präsident) von Costa Rica (1842)
Am 22. April 1840 traf Morazán – mit Zustimmung des dortigen Staatschefs Braulio Carrillo – in Costa Rica ein und ließ sich anschließend in der damals zu Nueva Granada (Kolumbien) gehörenden Region David im heutigen Panama nieder. Dort nahmen im Jahr darauf Gegner der Regierung Carrillo Kontakt mit ihm auf und überzeugten ihn, Carrillo – der sich beim Volk keiner großen Beliebtheit mehr erfreute, nachdem er die verfassungsmäßigen Rechte außer Kraft gesetzt und sich zum Präsidenten auf Lebenszeit hatte ernennen lassen – zu stürzen und von Costa Rica aus das Projekt der Zentralamerikanischen Konföderation wiederzubeleben.
Als Braulio Carillo erfuhr, dass Morazán in David Truppen für einen Einmarsch nach Costa Rica sammelte, informierte er die Regierung von Nueva Granada und schickte ein Heer unter dem Befehl des Generals Vicente Villaseñor an die Grenze. Villaseñor verbündete sich jedoch mit Morazán im sogenannten „Jocote-Pakt“ (Pacto del Jocote), der den Rücktritt Carrillos und die Ernennung Morazáns zum Staatschef von Costa Rica zum Ziel hatte. Kurz darauf unterwarf sich Carrillo dem „Jocote-Pakt“ und trat zurück. Am 12. April 1842 übernahm Morazán das Amt des Staatschefs von Costa Rica.
Eine der ersten Amtshandlungen Morazáns bestand in der Einberufung einer Verfassunggebenden Versammlung, welche die von Carrillo außer Kraft gesetzte liberale Verfassung von 1824, die umfangreiche individuelle Grundrechte verbürgte, wieder in Kraft setzte.

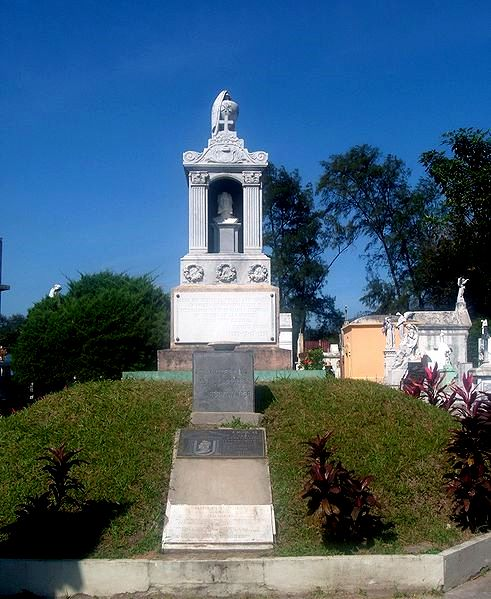
Grab von Francisco Morazán auf dem Cementerio de los Ilustres in San Salvador

Die dadurch gewonnenen anfänglichen Sympathien der costa-ricanischen Bevölkerung verlor Morazán jedoch schnell, als er sodann – zur militärischen Durchsetzung der geplanten Wiederherstellung der Zentralamerikanischen Konföderation – neue Steuern und eine allgemeine Wehrpflicht einführte. Kurz vor Beginn der geplanten Invasion Nicaraguas kam es am 11. September 1842 in Alajuela zu Aufständen, die schnell auch auf die Hauptstadt San José übergriffen. Wenige Tage später, am 14. September, wurde Morazán in Cartago gefangen genommen und am Folgetag, dem Unabhängigkeitstag Zentralamerikas, zusammen mit General Villaseñor auf der Plaza Mayor in San José hingerichtet.
Morazáns Witwe kehrte mit ihren Kindern nach El Salvador zurück, wo sie bis zu ihrem Tod im Jahre 1846 in Armut lebte.
Seinem letzten Wunsch entsprechend, sollte Morazán in San Salvador beigesetzt werden. Allerdings stimmte Costa Rica erst sechs Jahre später einer Überführung seiner sterblichen Überreste nach El Salvador zu. Am 17. Februar 1849 wurden Francisco Morazán und seine Frau im Zentrum des damaligen Hauptfriedhofs (heute Cementerio de los Ilustres) in San Salvador beigesetzt.

## Wirken
Morazán ist zweifelsfrei eine herausragende aber auch eine kontroverse Persönlichkeit in der frühen Geschichte des postkolonialen Zentralamerika. Er war ein liberaler Visionär und Idealist. Beseelt von den Ideen der französischen Revolution und dem politischen Konzept der USA versuchte er Zentralamerika radikal zu reformieren, zu modernisieren und zu einen.
Viele lateinamerikanische Historiker, wie beispielsweise der Mexikaner Luis Chávez Orosco, bezeichnen Morazán als Vorkämpfer der „kleinbürgerlichen Revolution“ in Amerika. Chávez betont, Morazán habe die liberale Reform schneller und weiter vorangetrieben, als irgendjemand sonst.
In seinem Bestreben, das gerade erst unabhängig gewordene Zentralamerika in einen modernen, säkularen und freiheitlich-demokratischen Musterstaat zu verwandeln, überforderte Morazán jedoch die Mehrheit der Bevölkerung, die tief in ihren Traditionen verwurzelt war. Überzeugt von der Wichtigkeit und Richtigkeit seiner Mission zum Wohle ganz Zentralamerikas, verfolgte er seine politische Linie jedoch kompromisslos gegen alle Widerstände weiter, wobei er dort, wo Worte nicht zum Ziel führten, zur Waffe griff.
Der Historiker Rodolfo Pastor beispielsweise schreibt hierzu:
„Obwohl Zentralamerika so gut wie gar nicht kämpfen mußte, um seine Unabhängigkeit zu verteidigen, erlebte es in diesen zwanzig Jahren (Anm.: 1821–40) 143 Schlachten, in denen fast 10.000 Menschen starben ... und nicht weniger als 110 Regierungschefs regierten die Staaten der Föderation. Die Zentralamerikaner verloren nicht nur Territorium und Prestige, sie verloren die Chance auf ein stabiles und unabhängiges Vaterland. Die nachfolgenden Jahre zeigten die Dimension dieses Fehlers“.
Morazáns kompromisslose Haltung führte in Guatemala, dem traditionellen Kernland eines geeinten Zentralamerika, zur Entstehung einer „Großen Allianz“ zwischen den Eliten der Kolonialzeit (Beamten, Offizieren, Klerus, Großgrundbesitzern) und der indigenen Bevölkerung unter der Führung des „Volkstribuns“ Rafael Carrera.
Indem er versuchte, alle seine Ideen ohne Abstriche durchzusetzen, scheiterte Morazán so am Ende mit allem, was er erreichen wollte. Die Idee einer zentralamerikanischen Einigung rückte mit seinem Tod in weite Ferne. Sämtliche späteren Versuche, sie wiederzubeleben (1844, 1852, 1898 und 1921/22) scheiterten. Erst in jüngerer Zeit ist es über den Weg einer wirtschaftlichen Integration wieder zu einer verstärkten Annäherung der mittelamerikanischen Staaten gekommen.

## Sonstiges

### Ehrungen
Zu Ehren Morazáns wurden vor allem in Honduras und El Salvador, aber auch in den übrigen zentralamerikanischen und einigen anderen lateinamerikanischen Staaten Orte, Straßen, Plätze, Gebäude und Institutionen nach ihm benannt. Beispielhaft seien hier erwähnt:

#### Departements
- Departement Morazán in El Salvador: Durch Erlass vom 14. März 1887 wurde das frühere Departement Gotera im östlichen El Salvador in Departement Morazán umbenannt.
- Departement Francisco Morazán in Honduras: In Honduras wurde im Jahre 1957 das zentrale Departement Tegucigalpa mit der gleichnamigen Hauptstadt des Landes in Departement Francisco Morazán umbenannt.

#### Städte und Gemeinden
- Morazán, Departamento El Progreso, Guatemala
- Morazán, Departamento Yoro, Honduras
- Puerto Morazán, Departamento Chinandega, Nicaragua

#### Straßen und Plätze
- Parque Morazán, San José
- Plaza Morazán, San Salvador
- Plaza Morazán, Tegucigalpa
- Parque Morazán, Guatemala-Stadt (2003 umbenannt in Parque de Jocotenango)
- Parque Morazán, Matagalpa

#### Institutionen
- Nationale Pädagogische Universität Francisco Morazán, Tegucigalpa
- diverse Schulen

#### Denkmäler
Aus der großen Zahl an Denkmälern, die insbesondere in Mittelamerika zu finden sind, seien hier beispielhaft folgende erwähnt:
- San Salvador, Plaza Morazán, Standbild (1882)
- Tegucigalpa, Parque Central, Reiterstandbild (1882)
- Managua, Parque Central, Standbild (1942)
- Santiago de Chile, Avenida Alameda, Standbild (1969)
- Guatemala-Stadt, Plaza de la Federación Centroamericana, Büste (2002)

### Literarische Rezeption
Der chilenische Literatur-Nobelpreisträger Pablo Neruda hat Morazán im vierten Abschnitt „Die Befreier“ (Los libertadores) seines großen Gedichtzyklus Canto General ein Gedicht gewidmet (Gedicht XXXI).
Darüber hinaus gibt es eine Reihe von Literatur weniger bekannter mittelamerikanischer Schriftsteller und Dichter.

### Kuriosität
Bereits kurze Zeit nach Errichtung des Reiterstandbilds von Francisco Morazán auf dem Hauptplatz von Tegucigalpa kamen Gerüchte auf, das Standbild stelle gar nicht Morazán dar, sondern den französischen Marschall Michel Ney. Angeblich sollten die zur Beauftragung eines Bildhauers nach Paris entsandten Regierungsvertreter das Geld für die Statue im Pariser Nachtleben durchgebracht und anschließend in einem Depot für ausgediente Denkmäler preiswert ein Reiterstandbild Neys erworben haben. Dieses Gerücht fand noch 1971 Eingang in das Werk „Die offenen Adern Lateinamerikas“ (Las venas abiertas de América Latina) des uruguayischen Schriftstellers Eduardo Galeano und 1982 in die Rede des kolumbianischen Schriftstellers Gabriel García Márquez bei der Annahme des Literatur Nobelpreises. Tatsächlich ist seit Mitte der 1980er Jahre belegt, dass die Statue von dem Tessiner Bildhauer Francisco Durini Vassalli – von dem auch das Standbild Morazáns in San Salvador stammt – gefertigt wurde und Morazán darstellt. Galeano hat zwischenzeitlich seine Behauptung öffentlich zurückgenommen. Die Gerüchte dürften auf Gegner des honduranischen Präsidenten Marco Aurelio Soto zurückgehen, unter dessen Regierung das Standbild errichtet wurde.